# William Parsons
William Parsons (York, Yorkshire, 17 de junho de 1800 — Condado de Cork, 31 de outubro de 1867), 3º Conde de Rosse, foi um astrônomo irlandês  (Reino da Irlanda).
Na década de 1840, Parsons construiu o Leviatã de Parsonstown, que foi, por muitas décadas, o maior telescópio do mundo. Ele teve que inventar várias técnicas que ele usou neste telescópio, devido ao seu tamanho sem precedentes e também porque os construtores de telescópios não conseguiam ou não queriam divulgar seus métodos.
Parsons realizou estudos astronômicos pioneiros e descobriu a natureza espiral de algumas nebulosas, atualmente conhecidas como galáxias espirais. A primeira galáxia que ele detectou foi a M51, e seus desenhos desta assemelham-se muito com fotografias modernas (atualmente esta galáxia é conhecida como NGC 5194).
Além dos suas buscas na astronomia, ele serviu como membro do Parlamento de 1821 a 1834, foi um nobre representante irlandês após 1845, presidente da Royal Society (1848-1854), e chanceler da Universidade de Dublin (a partir de 1862).
A cratera Rosse, na lua, foi assim nomeada em sua homenagem.
Casou com Mary Field em 1836 e eles tiveram quarto filhos, todos meninos:
- O mais velho, Lawrence Parsons (17 de novembro de 1840 — 30 de agosto de 1908), o sucedeu como 4º Conde de Rosse e continuou algumas observações astronômicas
- Reverendo Randal Parsons (26 de abril de 1848 — 15 de novembro de 1936)
- Richard Clere Parsons (21 de fevereiro de 1851 — 26 de janeiro de 1923) aparentemente fez sua fama construindo ferrovias na América do Sul
- Sir Charles Algernon Parsons (13 de junho de 1854 — 11 de fevereiro de 1931) é conhecido por seu desenvolvimento comercial da turbina a vapor